# Frau Böhm sagt Nein
Frau Böhm sagt Nein ist ein deutscher Fernsehfilm aus dem Jahr 2009. Der Film wurde von Zeitsprung Entertainment für den WDR produziert. Die Erstausstrahlung war am 21. Oktober 2009 im Ersten.

## Handlung
Senta Berger spielt die prinzipientreue Sachbearbeiterin Rita Böhm, die ausschließlich für die Gehälter und Prämien der Vorstandsmitglieder zuständig ist und sich weigert, aus ihrer Sicht unrechtmäßige Prämienzahlungen anzuweisen, und indirekt staatsanwaltliche Ermittlungen wegen Untreue auslöst.

## Hintergrund
Der Film greift die Umstände der Mannesmann-Übernahme auf. Trotz Verfremdung als Hewaro AG (Mannesmann) und Redwater (Vodafone) sind die Vorbilder eindeutig. Des Weiteren gibt es Anspielungen auf die VW-Korruptionsaffäre.

## Kritiken
„Vorzüglich gespielter (Fernseh-)Film. Das Porträt einer Rebellin wider Willen, das mit konventionellen Mitteln, aber rührender Klarheit und ohne Klischees von der Abwicklung der alten Bundesrepublik erzählt und einen Kreislauf von Gier und Gewinnsucht beschreibt.“

„In ruhigen Einstellungen, die kaum sichtbar innere Eruptionen zeigen, lernt die geborene Jasagerin Frau Böhm, nein zu sagen. Zum Schluss hin wird die Faktenlage allerdings auf anstrengende Art komplex.“

„[…] ein unaufgeregtes, pessimistisches und präzises Sittengemälde aus den deutschen Chefetagen […]“

„Regisseurin Connie Walther legt hier, nach ihrem Stasi-Opfer-Täter-Drama ‚12 heißt: Ich liebe dich‘ und ihrem RAF-Opfer-Täter-Drama ‚Schattenwelt‘ zum dritten Mal den Finger in eine offene Wunde. Und Senta Berger ist dabei ihr größtes Pfund. Die Schauspielerin, die von vielen im Land als Vorbild angesehen wird und die früher schon einmal in einer Talkshow dem Siemens-Mann Heinrich von Pierer über den Mund gefahren ist, sie hat ganz wesentlich dazu beigetragen, dass dieser Film zur Hauptsendezeit gezeigt werden konnte. Ihr kleines Plädoyer für Anstand ist der große Moment dieses Films. Und es ist hübsch, in kleinen Gesten zu beobachten, wie das Mauerblümchen, das sie spielt, dabei sogar an Stärke und Selbstbewusstsein gewinnt.“

## Auszeichnungen
- 2009: Nominierung für den Wettbewerb des Fernsehfilm-Festivals Baden-Baden. Dort gewonnene Preise:
  - 3sat-Zuschauerpreis
  - Sonderpreise für die darstellerische Leistung an Senta Berger und Lavinia Wilson
- 2010: Adolf-Grimme-Preis in der Kategorie Fiktion.[6] Ausgezeichnet wurden:
  - Dorothee Schön (Buch)
  - Connie Walther (Regie)
  - Senta Berger und Lavinia Wilson (Darstellung)
- 2010: Bayerischer Fernsehpreis an Senta Berger als beste Schauspielerin in der Kategorie Fernsehfilm
- 2010: Goldene Kamera an Senta Berger als Beste deutsche Schauspielerin in Frau Böhm sagt Nein und Schlaflos
- 2010: ver.di-Fernsehpreis in der Kategorie Regie an Connie Walther
- 2010: Ernst-Schneider-Preis in der Kategorie Wirtschaft in der Unterhaltung an Dorothee Schön[7]